# جمال عبد الرازق
جمال عبد الرازق أحد قادة ومؤسسين كتائب شهداء الأقصى التابعة لحركة فتح من مواليد مدينة رفح اغتيل في تاريخ (22 - 11 - 2000).